# Septième circonscription de la préfecture d'Aichi
La septième circonscription de la préfecture d'Aichi (愛知県第7区, Aichi-ken dai-nana-ku) est l'une des seize circonscriptions législatives que compte la préfecture d'Aichi au Japon.

## Description géographique
Entre 1994 et 2002, la septième circonscription de la préfecture d'Aichi regroupait les villes de Seto, Ōbu, Owariasahi et Toyoake et le district d'Aichi.
Entre 2002 et 2013, elle comprenait les villes de Seto, Ōbu, Owariasahi, Toyoake et Nisshin et le district d'Aichi.
Entre 2013 et 2017, elle réunissait les villes de Seto, Ōbu, Owariasahi, Toyoake, Nisshin et Nagakute et le district d'Aichi
.
Entre 2017 et 2022, elle regroupait les villes d'Ōbu, Owariasahi, Toyoake, Nisshin et Nagakute, une partie de la ville de Seto et le district d'Aichi.
Depuis 2022, elle comprend les villes d'Ōbu, Owariasahi, Toyoake, Nisshin et Nagakute et le district d'Aichi,.

## Députés
| Législature | Début de mandat | Fin de mandat | Député élu           | Parti politique | Parti politique |
| ----------- | --------------- | ------------- | -------------------- | --------------- | --------------- |
| 41e         | 1996            | 2000          | Takashi Aoyama (ja)  |                 | Shinshintō      |
| 42e         | 2000            | 2003          | Kenji Kobayashi (ja) |                 | PDJ             |
| 43e         | 2003            | 2005          | Kenji Kobayashi (ja) |                 | PDJ             |
| 44e         | 2005            | 2009          | Junji Suzuki         |                 | PLD             |
| 45e         | 2009            | 2012          | Shiori Yamao (ja)    |                 | PDJ             |
| 46e         | 2012            | 2014          | Junji Suzuki         |                 | PLD             |
| 47e         | 2014            | 2017          | Shiori Yamao         |                 | PDJ             |
| 48e         | 2017            | 2021          | Shiori Yamao         |                 | SE              |
| 49e         | 2021            | 2024          | Junji Suzuki         |                 | PLD             |
| 50e         | 2024            | -             | Saria Hino (ja)      |                 | PDP             |